# Thyas pachystoma
Thyas pachystoma är en kvalsterart som beskrevs av Koenike 1914. Thyas pachystoma ingår i släktet Thyas och familjen Thyasidae. Inga underarter finns listade i Catalogue of Life.